# Konganāpuram
Konganāpuram är en ort i Indien.   Den ligger i distriktet Salem och delstaten Tamil Nadu, i den södra delen av landet, 1 900 km söder om huvudstaden New Delhi. Konganāpuram ligger 243 meter över havet och antalet invånare är 8 331.
Terrängen runt Konganāpuram är platt. Runt Konganāpuram är det tätbefolkat, med 636 invånare per kvadratkilometer. Närmaste större samhälle är Idappadi, 8,5 km väster om Konganāpuram. Omgivningarna runt Konganāpuram är en mosaik av jordbruksmark och naturlig växtlighet.